# Victoria Niro
Victoria Niro (укр. Вікторія Ніро, справжнє ім'я — Вікторія Юліянівна Слободська; нар. 22 серпня 2003, Львів) — українська співачка в жанрі Поп/ хіп-хоп, авторка пісень, композиторка. Стала відомою як відеоблогерка та кавер-виконавиця завдяки переспівам пісень світових та українських виконавців. Більшу популярність їй принесла авторська пісня «Рожеві окуляри» та «Не знаю».

## Життєпис
Вікторія народилася 22 серпня 2003 року у Львові. Дівчина з дитинства гарно співала, та до свого таланту ставилась скептично. У 13 років почала займатись вокалом. У 14 почала опановувати гру на гітарі та фортепіано. В цьому віці стала впізнаваною завдяки каверу на пісню гурту  Linkin Park — Numb. Далі співачка заспівала пісню Дана Балана — «Мені треба». Виконавець помітив відео, де Вікторія виконує його трек, та неочікувано запросив мисткиню виступити разом із ним. Відтоді Вікторія твердо вирішила, що хоче й надалі розвивати співочу кар'єру.
Популярність дівчині приніс тікток, там дівчина публікувала кавери, які вірусились соцмережею. А згодом мисткиня презентувала авторську музику. Дебютний кліп співачки був відзнятий на пісню «Молодий юначе» у вересні 2022 року. Пісня розповідає про перше кохання. Наступну пісню Вікторія презентувала у листопаді 2022 року. У композиції йдеться про життя під час повномасштабного вторгнення та про найочікуванішу новину для всіх українців — перемогу. Також співачка презентувала сингл Віра. В основу композиції лягла реальна історія дівчинки Віри, яка народилась в перші дні повномасштабного вторгнення в бомбосховищі. Окрім того, у пісенному доробку Вікторії є пісні «Стала зілля варити», «А море манить», «Рожеві окуляри», «Тиха вода» та «Зоре моя вечірняя»
Також співачка двічі потрапляла у довгий список учасників нацвідбору. Дівчина була серед 27 претендентів на перемогу у «Євробаченні-2022» та серед 36 конкурсантів «Євробачення-2023».
З початку повномасштабного вторгнення на Україну співачка залучається до заходів зі збору коштів на підтримку ЗСУ. Зокрема виступала у Києві та Івано-Франківську. У січні 2024 року мисткиня презентувала першу дуетну пісню, записану разом з Сашею Горовим «Байдуже». У лютому цього ж року авторка опублікувала іронічну пісню «Як уві сні». Попри особисту творчість Вікторія також продовжує публікувати кавери.

У одному з інтерв'ю співачка поділилась, що не планує переїжджати до столиці та почувається максимально комфортно у Львові.
Львів мені подобається тим, що це моє рідне місто. Плюс в ньому така атмосфера, щоб якраз творити. Я жила в Києві кілька місяців, але не впіймала настрій цього міста. Мені було там тяжко. А у Львові я себе почуваю максимально комфортно. Там мої друзі, ми разом можемо щось творити від душі, а до столиці приїжджати, щоб презентувати.— розповіла Вікторія
2024 рік розпочався для прихильників Вікторії її дуетною піснею із Сашком Горовим «Байдуже». Трек розповідає про важливість ділитися своїми почуттями з коханою людиною і не звертати уваги на думки сторонніх людей. У наступній пісні «Як уві сні» співачка описує іронічний погляд на розчарування, помилки й негаразди у відносинах . В ефірі Радіо Промінь артистка презентувала пісню «Не знаю» виконавиця презентувала сингл «Не знаю» і розповіла про те, як була створена пісня. Авторкою музики є сама Вікторія, текст пісні «Не знаю» написав репер Олег Шершень. У травні  Victoria NIRO та скандальна реперка Problema презентували спільний сингл під назвою «Сестра». Згодом співачка записала трек «Непокірна голова». Над цим треком співачка працювала зі своїми друзями. Автором тексту знову став учасник гурту «BOTASHE» Олег Козачук «Шершень», а аранжуванням займався Павло Яворський. Артистка залишила в цьому синглі притаманний своїй творчості легкий вайб пісень 80-90х, натомість текст пісні "Непокірна голова" вирішила зробити протестним і навіть бунтарським, що точно знайде відгук в українців. Ідею кліпу на пісню “Непокірна голова” команда виношувала майже три роки. У ньому Victoria Niro розриває всі шаблони загальноприйнятої поведінки: занурюється у басейн в одязі, готує їжу на прасці… а поруч завжди знаходиться хтось, хто намагається втрутитися і зробити все «правильно».
Цього ж року Victoria Niro стала номінанткою премії MUZVAR AWARDS-2024, артистку обрали читачі медіа. Вікторія також підтримувала благодійні заходи   і проводила Тікток ефіри разом із військовими. Завершився 2024 першим сольним концертом артистки.
2025 розпочався для Вікторії знаковою композицією. Співачка презентувала кавер на легендарну пісню Кузьми "Мумітроль". Для співачки цей проект є особливим, оскільки вона особисто познайомилася з батьком Андрія. З його благословення та за підтримки благодійного фонду Кузьми Скрябіна Вікторія Ніро отримала офіційний дозвіл на запис каверу. Цього ж року артистка стала номінанткою на музичну премію YUNA в категорії "Відкриття року".

## Дискографія

### Сингли
- Молодий Юначе
- Замало
- Віра
- А море манить
- Рожеві окуляри
- Тиха Вода
- Зоре моя вечірняя
- Ніч накриє небо (за уч. Олег Чигер)
- Байдуже (за уч. Саша Горовий)
- Як уві сні
- Не знаю
- Сестра (за уч. PROBLEMA)
- Непокірна голова
- Без тебе
- Біжу і падаю
- Кораблі
- День для нас (за уч. Шершень)
- Мумітроль
- Ворожка

### Відеокліпи
| Рік  | Назва пісні           | Режисер                               | Посилання        |
| ---- | --------------------- | ------------------------------------- | ---------------- |
| 2022 | Молодий юначе         | Владислава Константіновська           | Відео на YouTube |
| 2022 | Замало                | Владислава Константіновська           | Відео на YouTube |
| 2023 | Віра                  | Вадим Куліда                          | Відео на YouTube |
| 2023 | Стала зілля я варити… | Вікторія Слободська                   | Відео на YouTube |
| 2023 | А море манить         | Вікторія Слободська                   | Відео на YouTube |
| 2023 | Рожеві окуляри        | Вікторія Слободська                   | Відео на YouTube |
| 2023 | Тиха вода             | Вікторія Слободська                   | Відео на YouTube |
| 2023 | Зоре моя вечірняя     | Віталій Слодиницький                  | Відео на YouTube |
| 2024 | Байдуже               | Роксолана Микульська                  | Відео на YouTube |
| 2024 | Як уві сні            | Віталій Слодиницький                  | Відео на YouTube |
| 2024 | Не знаю               | Роксолана Микульська                  | Відео на YouTube |
| 2024 | Сестра                | Олег Козачук & Віталій Слодиницький   | Відео на YouTube |
| 2024 | Непокірна голова      | Стас Дем'янчук & Віталій Слодиницький | Відео на Youtube |
| 2024 | Без тебе              | Роксолана Микульська                  | Відео на YouTube |
| 2024 | Біжу і падаю          | Віталій Слодиницький                  | Відео на YouTube |
| 2024 | Кораблі               | Віталій Слодиницький                  | Відео на YouTube |
| 2025 | Мумітроль             | Віталій Слодиницький                  | Відео на YouTube |
| 2025 | Ворожка               | Роксолана Микульська                  | Відео на YouTube |